# 臣従儀礼

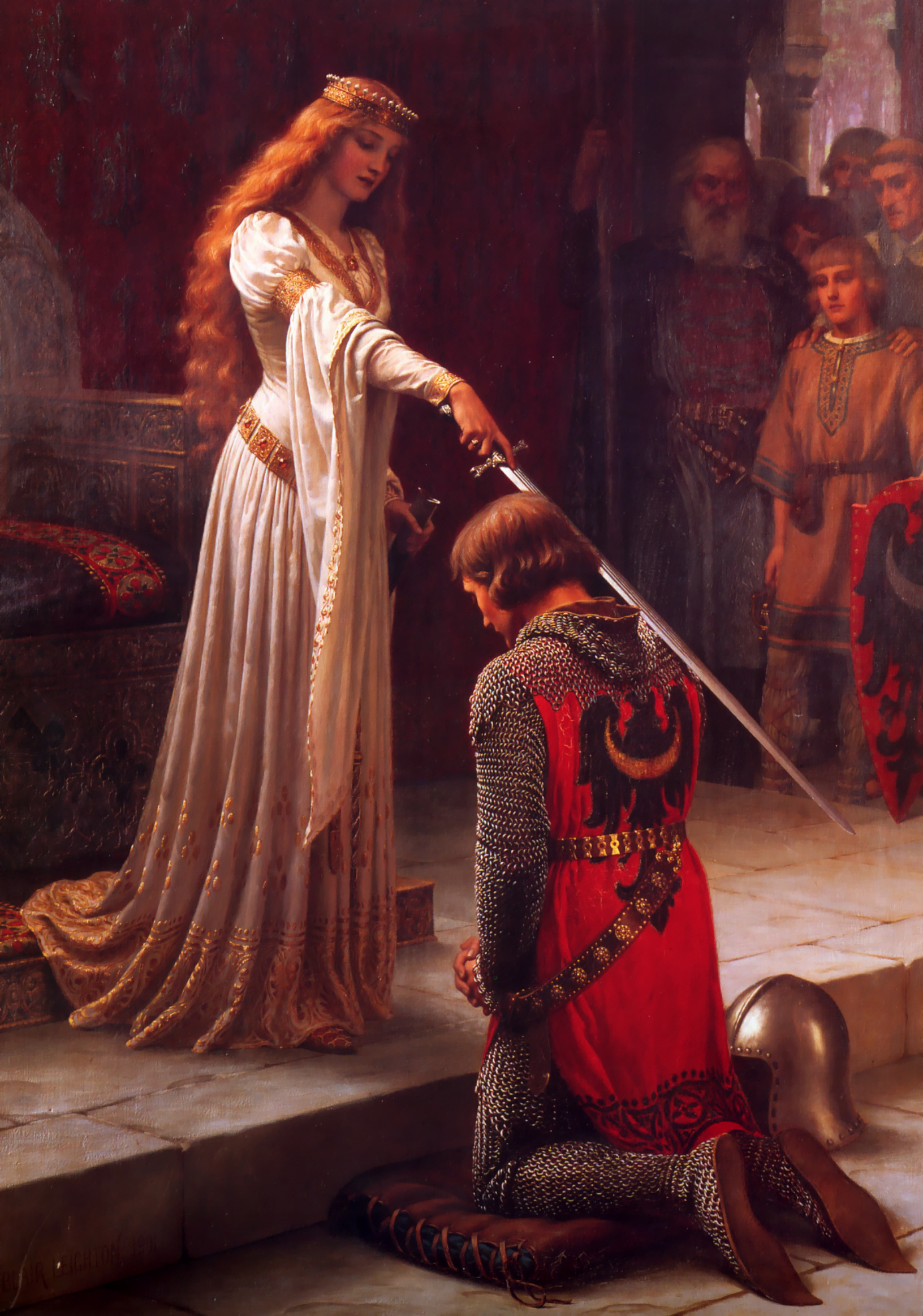
臣従儀礼（オマージュ）の様子（エドモンド・レイトン画）

臣従儀礼（しんじゅうぎれい、仏: hommage）とは君臣の秩序を確認・披露し、またそれを促す行事や作法を指す。西洋での臣従儀礼については臣従礼ともいう。フランス語発音をカタカナ表記し、オマージュとも呼ばれる。

## 中国・日本
臣従とは臣下として君主(主君)に従うこと、君を先として臣を後とすることを意味し、その君臣関係を確認する行事を臣従儀礼という。元会儀礼はその典型である。これは元旦に行う朝会儀礼で朝廷の公卿百官が参内し、宮殿の前庭で皇帝の拝謁を受けるものである。この儀礼では俛伏(ふふく、俯き伏す)、興(おこす)、跪(き、ひざまずく)或いは再拝、舞踏などの所作が行われ、趨走(小走り)したり、殿上では剣を解き、覆(くつ)を脱ぐなどのことも行われた。こうした中国特有の儀礼は朝貢外交などを通じて、近隣諸国にも伝播し、日本などでも中国の儀礼を取り入れながら独自の君臣儀礼が発達した。

## 中世ヨーロッパ
西洋でも東洋と異なった臣従儀礼が存在した。西洋の貴族・領主層の支配を支えていたのは、騎士などとの封建制に基づく主従関係であり、その頂点に国王が君臨していた。西洋式の儀礼としては「臣従の誓い」（homage）と「誠実の誓い」（fealty）の2種類がある。跪いて領主の両手の間に自らの両手を置き誓いの言葉を述べたり、聖書に手を置き聖遺物に手を当てて主君への誠実を誓うことで行われた。